# ليان رايمز
ليان رايمز:  (بالإنجليزية: LeAnn Rimes) هي مغنية أمريكية و ولدت في مدينة جاكسون. و فازت ليان بالعديد من الجوائز أهمهم جائزتي غرامي.
ليان رايمز مغنية كاونتري وبوب أميركية، إضافة إلى عملها مؤلفة موسيقية وممثلة، وقد طارت شهرتها عندما كانت في 13 الـ من العمر، فأصبحت أصغر نجمة موسيقى كاونتري منذ تانيا تاكر العام 1972.

## روابط خارجية
- ليان رايمز على موقع IMDb (الإنجليزية)
- ليان رايمز على موقع الموسوعة البريطانية (الإنجليزية)
- ليان رايمز على موقع ألو سيني (الفرنسية)
- ليان رايمز على موقع ميوزك برينز (الإنجليزية)
- ليان رايمز على موقع رولينغ ستون (الإنجليزية)
- ليان رايمز على موقع أول موفي (الإنجليزية)
- ليان رايمز على موقع قاعدة بيانات الأفلام السويدية (السويدية)
- ليان رايمز على موقع إن إن دي بي (الإنجليزية)
- ليان رايمز على موقع أول ميوزيك (الإنجليزية)
- ليان رايمز على موقع ديسكوغز (الإنجليزية)

- مقالة ليان رايمز باللغة العربية